# Вашутино (Владимирская область)
Вашутино — деревня в Гусь-Хрустальном районе Владимирской области России, входит в состав сельского поселения «Посёлок Анопино».

## География
Деревня расположена в 4 км на восток от центра поселения посёлка Анопино и в 11 км на северо-восток от города Гусь-Хрустальный близ автодороги Р-132 «Золотое кольцо».

## История
Во второй половине XVII — первой половине XVIII веков деревня входила в Лиственский стан Владимирского уезда Замосковного края Московского царства.
В конце XIX — начале XX века деревня входила в состав Моругинской волости Судогодского уезда Владимирской губернии. В 1859 году в деревне числилось 13 дворов, в 1905 году — 22 двора.
С 1929 года деревня являлась центром Вашутинского сельсовета Гусь-Хрустального района, с 2005 года — в составе сельского поселения «Посёлок Анопино».

## Население
| 1859 | 1905 | 1926 | 2002 | 2010 | 2021 |
| ---- | ---- | ---- | ---- | ---- | ---- |
| 75   | ↗106 | ↗150 | ↗880 | ↗898 | ↘828 |

## Инфраструктура
В деревне находятся Вашутинская основная общеобразовательная школа (основана в 1984 году), детский сад №22, фельдшерско-акушерский пункт, отделение федеральной почтовой связи.